# Gnome et Rhône 14M
Le Gnome et Rhône 14M était un moteur aéronautique à pistons refroidi par air, à 14 cylindres en double étoile, conçu et produit par le motoriste français Gnome et Rhône. D'une compacité remarquable, il équipa plusieurs avions français et allemands durant la Seconde Guerre mondiale

## Conception initiale
Après le succès du 14 K, le motoriste Gnome-Rhône en développa un dérivé de puissance moyenne, obtenu par réduction des cotes afin d’avoir une cylindrée pratiquement inférieure de moitié à celle du Mistral-Major : 19 litres contre 38,7. Les principes de réalisation restaient ceux du prédécesseur.
Le nouveau modèle, étudié en 1935, fut dévoilé début 1936 et homologué à la fin de la même année.  Bien que les désignations officielles des modèles produits en série aient été 14M 4/5,  14M 6/7 ou 14M 10/11, le nom sous lequel ce moteur est passé à la postérité est 14Mars (les trois minuscules indiquant la première version du moteur, la présence d’un réducteur et celle de suralimentation), correspondant à l’ancienne classification des moteurs par les Services Officiels français, et que le motoriste conserva pour sa communication, sans doute en raison du caractère « guerrier » qu’il sous-entendait.
Avec un alésage de 122 mm, la course réduite à 116 mm permettait des régimes bien supérieurs à ceux de la gamme existante  (3 030 tr/min contre 2 200 à 2 300 tr/min), garants d’un bon rendement. Surtout, ces cotes super-carrées généraient un diamètre hors tout de 960 mm, un record de compacité qui ne sera pas battu.
Homologué fin 1936 à 650 ch à 4 000 m d’altitude et 615 ch au décollage, le petit moteur arriva à point nommé pour secourir les prototypes du Breguet 690 et du Potez 63. Ces deux bimoteurs avaient volé initialement avec des Hispano-Suiza 14AB de 725 ch, mais leur manque de fiabilité amena leur remplacement par les 14 M, théoriquement moins puissants, mais plus légers et de diamètre plus faible, ce qui assura le maintien des performances.

## Développement ultérieur
Au printemps 1937, une nouvelle version du 14 M (14M 6/7) fut homologuée à 680 ch à l’altitude de rétablissement, et 700 ch au décollage en surcharge. La pression d’admission y était poussée à 1 100 mmHg. C’est celle qui équipa en série les Breguet 693 et Potez 63 et dérivés.
Preuve de la qualité de la conception initiale, le modèle n’évolua pratiquement pas jusqu’en 1939. Toutefois, le motoriste était conscient du fait que, quatre ans après la conception du 14M, la puissance offerte n’était plus suffisante.  Au moment où le conflit se déclencha, Gnome-Rhône annonçait travailler sur un « Super-Mars » qui aurait dû atteindre 850 à 900 ch. Ce moteur ne vit pas le jour avant la défaite de la France. Il était prévu notamment pour le Potez 671, développement du Potez 631, qui ne vola qu'avec des 14M.
En 1941, les usines Gnome-Rhône occupées par les Allemands reprirent la construction du 14M au profit de la Luftwaffe, qui en équipa l’avion d’assaut Henschel 129 B.
A la Libération, la SNECMA reprit la fabrication des modèles d’avant-guerre – 14N, 14R et 14M – sans réussir à imposer ces modèles de conception déjà ancienne. Les études pour améliorer le 14M furent relancées et aboutirent au SNECMA 14X, de la classe des 850 ch, qui équipa les prototypes Dassault MD 316 ou Morane-Saulnier MS 472. Mais ce moteur fut un échec commercial.

## Approche critique
Tournant à un régime élevé et délivrant une puissance remarquable pour sa faible cylindrée, le 14 M assura un service sans faille dans l’Armée de l’Air et ne provoqua aucun des déboires coutumiers des modèles antérieurs. Il fut considéré à ce titre comme une brillante réussite de Gnome-Rhône, sans doute le meilleur titre de gloire du motoriste.
Les Allemands et les Hongrois qui utilisèrent le 14M sur le Henschel Hs 129 ne furent pas du même avis. Les reproches tournaient autour de la grande sensibilité du moteur aux airs poussiéreux, de son incapacité à résister au moindre dommage de combat, et surtout d'une déconcertante propension à serrer sans prévenir. Il est vrai que le bimoteur qui en était équipé, était nettement plus lourd que ceux de l’Armée de l’Air, et qu’on peut se demander si les 14M produits sous l’Occupation étaient aussi bons que ceux d’avant-guerre.
En tout état de cause, la validité du concept du « petit moteur » fut démontrée par le Breguet 695, équipé de 2 Pratt et Whitney R-1535 SB4G de 835 ch. Malgré un surcroit de puissance de 25 %, ces moteurs bien plus gros et plus lourds que les 14M du Breguet 693 procuraient au Br 695 des performances nettement en retrait par rapport aux modèles antérieurs.

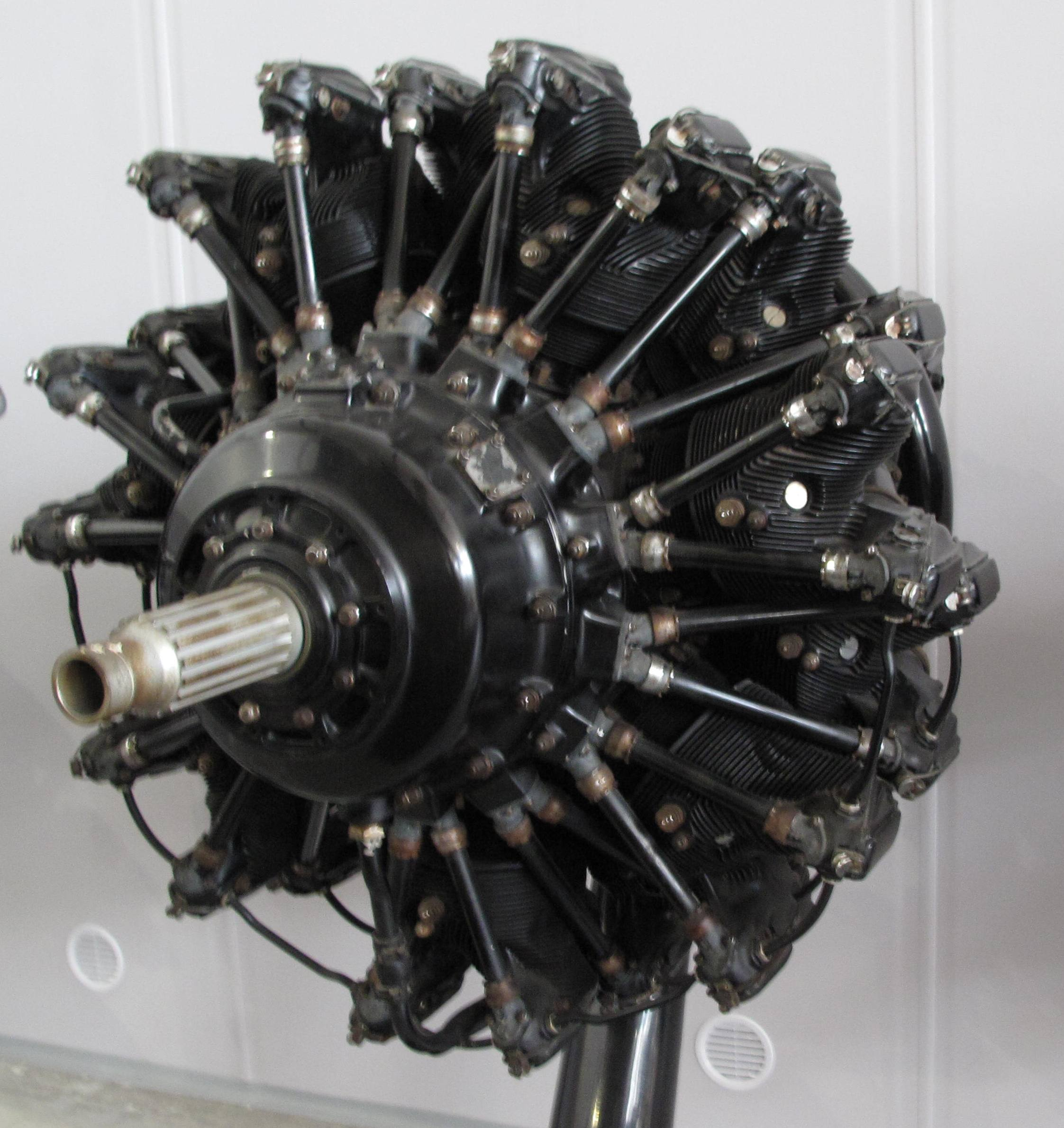
Walter Mars (Musée de Prague-Kbely)

## Licences étrangères
La licence du 14M fut vendue dans de nombreux pays d’Europe, dont  la Hongrie (Manfred Weiss à Budapest) et la Tchécoslovaquie (Walter à Prague).

## La licence Alvis
En septembre 1935, le constructeur automobile anglais Alvis annonça son intention de construire des moteurs aéronautiques à partir de licences Gnome-Rhône. Une nouvelle usine aux moyens ultra-modernes et dotée de bancs d'essais dernier cri fut construite, et à l'été 1936 l'industriel britannique dévoilait ses Alvis Alcides (en) (licence du 18L), Alvis Pelides (en) (licence du 14N) et Alvis Maeonides (en) (licence du 14M). Bien que le Pelides ait été homologué début 1937 et que la finition des modèles présentés ait été réellement séduisante, le succès commercial fut absolument nul et aucun de ces moteurs ne fut fabriqué en série ni même ne vola sur un prototype.
Toutefois, fin 1936, Alvis extrapola du Maeonides/14 M un 9 cylindres initialement connu comme le 9ars, lentement développé jusqu'à l'entrée en guerre. À la Libération, le moteur entre-temps baptisé Alvis Leonides et qui donnait alors de 540 à 650 ch,  connut un certain succès commercial, se taillant notamment une belle réputation avec les hélicoptères Westland Sikorsky S-51 et Westland Dragonfly. La production du Leonides cessa seulement en 1966, trente ans après l'achat de la licence Gnome-Rhône par Alvis.
En 1951, le motoriste britannique extrapola du Leonides le Leonides Major, version à 14 cylindres qui revenait ainsi à la formule d'origine du 14M, tout en s'écartant sérieusement de son lointain ancêtre, par la distribution notamment. Donnant 875 ch, il fut lui aussi utilisé essentiellement sur hélicoptères. Suprême ironie, la SNECMA fut un temps en pourparlers pour acquérir la licence du Leonides Major, mais l’opération fut annulée au profit du Bristol Hercules.

## L’affaire des «moteurs japonais»
Au lendemain de la crise de Munich, le gouvernement Daladier émit un décret-loi (Octobre 1938) interdisant l’exportation de l’ensemble des matériels à usage militaire.  Des écoutes téléphoniques effectuées à l’ambassade de l’empire du Japon à Paris amenaient au début de l’année suivante l’arrestation à Marseille d’un officier japonais, qui fut trouvé porteur d’une liasse de plans du 14M.
L’affaire eut un certain retentissement et provoqua l’incarcération d’un ingénieur de Gnome & Rhône, et l’inculpation de Paul-Louis Weiller. Toutefois, l’instruction révéla que la cession de la licence du 14M était antérieure au décret-loi prohibant cette opération, et que les relations commerciales du motoriste avec les Japonais duraient de longue date (Mitsubishi, par exemple, ayant acquis en leur temps les licences du Jupiter et du 14K), ce que n’avait jamais caché, bien au contraire, la communication de Gnome-Rhône. La situation était d’autant plus délicate qu’entre-temps, l’occupation par l’Allemagne nazie des restes de la Tchécoslovaquie, au printemps 1939, avait fait tomber dans l’escarcelle des forces de l’Axe les usines Walter, qui produisaient le plus légalement qui soit le 14M. Malgré les protestations des Services Secrets français, l’affaire se solda par un non-lieu début 1940.

## Description

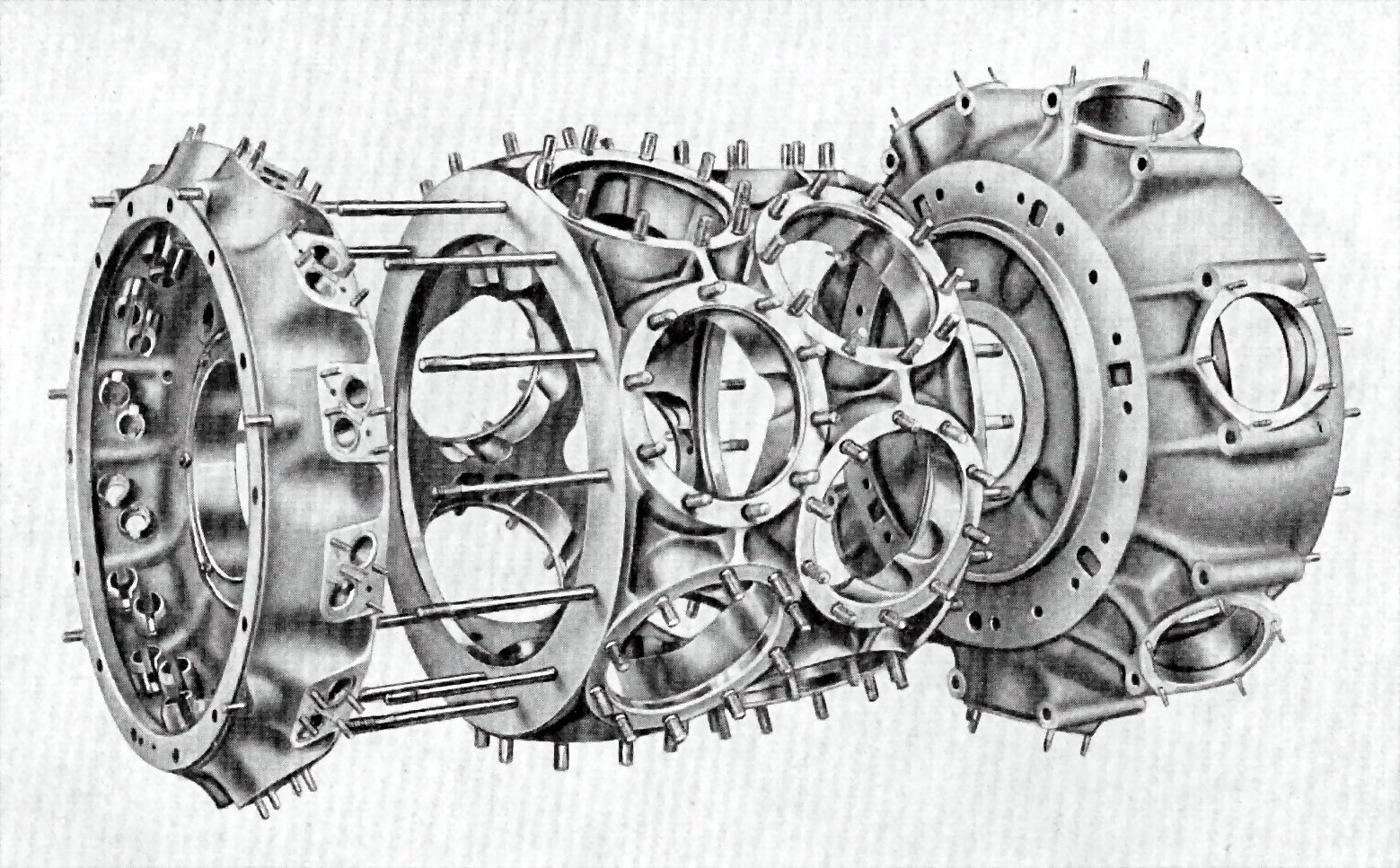
Carters du Gnome-Rhône 14M

Le 14M était construit sur les mêmes principes que son prédécesseur le Gnome-Rhône 14K,  à partir d'un carter central formé d'un bloc d'aluminium forgé entièrement usiné, et fermé par les carters de distribution à l'avant et de compresseur à l'arrière, qui portaient les paliers de vilebrequin. Aux dimensions près, ce dernier était exactement identique à celui de son aîné, formé de deux coudes reliés par un bras central assemblé.
Les plus grosses différences avec le 14K se trouvaient au niveau des cylindres et de la distribution. Les fûts en acier étaient très généreusement ailetés, tout comme les culasses en aluminium coulé qui se vissaient sans frette dans les cylindres. Contrairement au 14K, les culbuteurs avaient un support fixe et bénéficiaient d'une circulation d'huile établie à travers tiges et poussoirs - un perfectionnement que même le 14N ne recevra pas à ses débuts.
Le moteur bénéficia aussi d'avancées mises au point avec le 18L : le boitier d'admission ne comportait que sept sorties, pourvues chacune de pipes dédoublées, et le réducteur de très faible encombrement était du type à satellites droits.
Enfin, pour alléger au maximum le moteur, de nombreuses pièces étaient coulées en alliage de magnésium : capots de culbuteurs, logements de poussoirs, pompes à huile.

## Applications
- Breguet Br.693
- Hanriot NC.530
- Hanriot NC.600
- Henschel Hs 129
- Potez 631
- Potez 633
- Potez 637
- Potez 63.11
- Potez 662
- Focke-Wulf Fw 189E
- Gotha Go 244

## Caractéristiques
Caractéristiques générales
- Type : moteur à pistons à refroidissement par air - 14 cylindres en double étoile
- Alésage : 122 mm
- Course : 116 mm
- Cylindrée : 18,92 l
- Longueur : 950 mm
- Diamètre : 950 mm
- Masse à sec : 410 kg

Composants
- Système de distribution : deux soupapes par cylindre
- Système d'alimentation : carburateur Bronzavia
- Carburant : essence à 87 d'indice d'octane
- Système de refroidissement : par air

Performances
- Puissance développée :
  - 700 ch (515 kW) à 3 030 tr/min lors du décollage
  - 680 ch (500 kW) à 3 030 tr/min  à 3 150 m d'altitude

- Puissance spécifique : 27,21 kW/l
- Taux de compression : 6,5:1
- Puissance massique : 1,27 kW/kg